# Vizepräsident
Der Vizepräsident oder die Vizepräsidentin vertritt einen Präsidenten, sowohl in der Politik als auch in der Wirtschaft oder in Behörden. Er kann repräsentative Aufgaben haben und im Falle des Todes oder des Rücktritts des Präsidenten ohne Wahl provisorisch oder vollständig an dessen Stelle aufsteigen.
Ein Vizepräsident kann bei der Wahl eines Präsidenten mit aufgestellt werden, um den Präsidentschaftskandidaten so für Wähler, die nicht zu dessen eigentlicher Klientel gehören, wählbar zu machen.
In der US-amerikanischen Wirtschaft sind Vice Presidents meist für ein bestimmtes Ressort verantwortlich. Diese Bezeichnung findet auch im deutschsprachigen Raum immer mehr Verbreitung. In großen Organisationen gibt es übergeordnete Abstufungen, denen die Wörter 'Senior' und 'Executive' vorangestellt sind.
Auch Verbände, Kammern, Gerichte, Behörden, Universitäten und Hochschulen verfügen über Vizepräsidenten, sofern die oberste Leitungsperson mit dem Präsidententitel ausgestattet ist. Siehe Regierungspräsident.

## Politisch

### Deutschland
In Deutschland ist der Präsident des Bundesrates der Stellvertreter des Bundespräsidenten. Er übernimmt das Präsidentenamt, wenn der Bundespräsident sein Amt nicht mehr ausüben kann, wird aber nicht als Vizepräsident bezeichnet.
Der Präsident des Deutschen Bundestages wird durch mehrere Vizepräsidenten nicht nur vertreten, sondern zwischen Präsident und Vizepräsidenten findet bei Plenarsitzungen eine Arbeitsteilung statt in der Weise, dass die Leitungsaufgabe in abgesprochenen Zeitabschnitten vom Präsidenten oder einem der Vizepräsidenten erfolgt.
Bei den Landesparlamenten der deutschen Länder findet dieselbe Arbeitsteilung zwischen den Landtagspräsidenten und den sie vertretenden Vizepräsidenten statt.

### Österreich
Das Amt eines Vizepräsidenten oder Vizebundespräsidenten existiert auch in Österreich nicht. Hans Kelsen hatte in einigen seiner Entwürfe zum Bundes-Verfassungsgesetz jedoch eine solche Funktion vorgesehen. Der österreichische Bundespräsident wird vom Bundeskanzler beziehungsweise vom Präsidium des Nationalrates vertreten.

### Schweiz
In der Schweiz wird der Bundespräsident vom Vizepräsidenten des Bundesrates vertreten.

### Vereinigte Staaten
Der Vizepräsident der Vereinigten Staaten tritt mit dem Tode des Präsidenten automatisch und bis zum Ende der ursprünglichen Amtszeit an dessen Stelle. Er wird mit dem Präsidenten zusammen gewählt. Im Präsidentschaftswahlkampf treten beide als Team an und können auch nur als Paar gewählt werden. Die Benennung des Vizepräsidentschaftskandidaten durch das Team des Präsidentschaftskandidaten ist für den Wahlkampf eine weitreichende strategische Entscheidung, mit der oft Defizite des Präsidentschaftskandidaten in bestimmten Regionen ausgeglichen oder bestimmte Interessengruppen angesprochen werden sollen. Oft trifft die Wahl auf den als running mate bezeichneten Vizepräsidentschaftskandidaten auch auf einen Mitbewerber bei den Vorwahlen, der dabei gute Ergebnisse erzielt hat. Fällt der Vizepräsident weg, so ernennt der US-Präsident mit Zustimmung des Senats und des Repräsentantenhauses einen neuen Vizepräsidenten. Dies ist auch der Fall, wenn der bisherige Vizepräsident durch Ausscheiden des Vorgängers das Amt des Präsidenten übernimmt.

### Argentinien
Präsidentschaftskandidat und Vizepräsidentschaftskandidat treten im Wahlkampf als sogenannte formula (Wahlformel) auf. Im Falle des Todes, des Rücktritts oder der Abwesenheit des Präsidenten führt der Vizepräsident dessen Amtsgeschäfte. Der Vizepräsident ist gleichzeitig der Präsident des argentinischen Senats. In seiner Abwesenheit – was sehr häufig der Fall ist – wird der Senat vom Provisorischen Präsidenten des Senats (Presidente Provisorio del Senado) geleitet. Dieser übernimmt die Amtsgeschäfte des Präsidenten, falls dieser und sein Vizepräsident die Amtsgeschäfte nicht führen können. Zum letzten Mal kam dies 2001 vor, als Präsident Fernando de la Rúa zurücktrat. Sein Vizepräsident Carlos Álvarez war schon lange vorher, im Oktober 2000, zurückgetreten und so musste der Provisorische Präsident des Senats Ramón Puerta die Geschäfte übernehmen.

### Russland
In Russland wurde das Amt des Vizepräsidenten im Oktober 1993 abgeschafft, nachdem dessen bis dahin einziger Inhaber, Alexander Ruzkoi, einen Putschversuch unternommen hatte. Die Vertretung des Präsidenten übernimmt seitdem der jeweilige Premierminister.

### Namibia
Namibia hat mit der dritten Verfassungsänderung am 13. Oktober 2014 das Amt des Vizepräsidenten geschaffen. Dieser sollte erstmals am 21. März 2015 auf Vorschlag des dann amtierenden Staatspräsidenten Namibias mit einfacher Mehrheit von der namibischen Nationalversammlung gewählt werden.

## Wirtschaft
Die Vice Presidents („Vizepräsidenten“) berichten üblicherweise direkt dem President oder Chief Executive Officer (CEO) der Firma. Vice Presidents von Firmen sind selten direkte Nachfolger bei Ausscheiden oder Ableben eines Unternehmensleiters. Tritt dies jedoch unerwartet ein, können zwei Vice Presidents gemeinsam als President agieren. Der neue President wird dann üblicherweise vom Board of Directors berufen.
Gibt es mehrere Vice Presidents in einer Firma, dann gibt es manchmal innerhalb dieser Gruppe eine Hierarchie, die bei einigen durch das Voranstellen einer weiteren Bezeichnung angezeigt wird. Der verbleibende Rest sind einfach VPs. In großen Organisationen gibt es dann noch darunter stehende Assistant Vice President oder Associate Vice President.
1. First (Executive) Vice President (FVP)
2. Senior Executive Vice President (SR. EVP)
3. Executive Vice President (EVP)
4. Senior Vice President (SVP)
5. Vice President (GVP)
6. Additional Vice President (AVP)
7. Assistant Vice President (Asst. VP)
8. Joint Vice President (Jt. VP)
9. Associate Vice President

Neben diesem auf eine institutionelle Stellung hinweisenden Sprachgebrauch gibt es, vor allem bei großen Börsenmaklern und Investmentbanken, auch eine weit verbreitete Verwendung von Vice President als rein formalem Titel. In solchen Organisationen gibt es üblicherweise mehrere Vice Presidents in jeder Zweigstelle, ohne dass damit eine Stellung auf Vorstandsebene impliziert wäre (sogenannte Titelinflation). Beispielsweise sind (Stand Ende 2011) von den etwa 33.000 Mitarbeitern der Investmentbank Goldman Sachs 12.000 Vice Presidents. Die genaue Bedeutung des Titels Vice President variiert dabei von Arbeitgeber zu Arbeitgeber, oft gilt jedoch, dass ein Vice President mehrere Associates anleitet und direkten Kundenkontakt hat.
In Gewerkschaften kann es einen gewählten Vice President geben. In vielen Firmen gibt es eine größere Anzahl von Vice Presidents (VP) in der Verwaltung, die jeweils für ein bestimmtes Ressort verantwortlich sind, wie beispielsweise Vice President for Finance für einen Finanzdirektor.
| Rang | U.S. Executive Officer          | U.K. Executive Officer   |
| ---- | ------------------------------- | ------------------------ |
| 1    | President                       | Managing Director        |
| 2    | Deputy President, SEVP oder EVP | Deputy Managing Director |
| 3    | EVP, GVP oder SVP               | Executive Director       |
| 4    | SVP oder CVP                    | Director                 |
| 5    | CVP oder VP (älteres System)    | Deputy Director          |